# Józef Czyż-Mintowt
Józef Czyż-Mintowt (ur. 7 lipca 1898 w Marienhaus w gub. witebskiej, zm. 31 grudnia 1965 w Sopocie) – inżynier budownictwa, budowniczy portów morskich.

## Młodość
Syn Władysława, ziemianina, a potem urzędnika bankowego, ukończył w 1916 r. polskie gimnazjum filologicznego św. Katarzyny w Petersburgu. Z chwilą utworzenia Wojska Polskiego na terenie Rosji, wstąpił do I Korpusu Polskiego  generała  Dowbora Muśnickiego, a po jego rozwiązaniu brał udział w wojnie w formacjach artyleryjskich i otrzymał nominację na ppor. W 1928 ukończył studia na Wydziale Inżynierii Lądowej Politechniki Warszawskiej. W trakcie studiów został przyjęty do korporacji akademickiej Arkonia.

## Praca zawodowa w II RP
Podczas studiów pracował jako technik w Polskiej Budowlanej Spółce Akcyjnej zatrudniony na różnych budowach i w Biurze Projektów i Studiów dla spraw budowy portu w Gdyni, przy Departamencie Morskim Ministerstwa Przemysłu i Handlu. Od 1928 r. do 1930 r. pracował w Przedsiębiorstwie Robót Inż. TRI jako z-ca kier. budowy chłodni portowej w Gdyni. Od 1930 r. do wybuchu wojny pracował w duńskim przedsiębiorstwie Hojgaard & Schulz, w ramach konsorcjum Francusko-Polskiego dla budowy portu w Gdyni. 
Pełnił funkcję  kierownika robót, oraz uczestniczył w  opracowywaniu projektów nabrzeży, falochronów i innych obiektów portowych: 
- portu wojennego na Helu
- portu rybackiego we Władysławowie, oraz
- prowadził roboty hydrotechniczne w Gdyni, specjalizując się w organizacji stawiania pływających żelbetonowych skrzyń fundamentowych.

Ponadto na terenie wybrzeża dokonywał ekspertyz dla Szef. Bud. Marynarki Woj. i Komisariatu Rządu w Gdyni.
Brał udział w wojnie 1939 r. w obronie Modlina jako ppor. rez. art., za co otrzymał Krzyż Walecznych. W okresie okupacji, między 1940 a 1944 rokiem, pracował w firmie inż. Leszek Muszyński w Warszawie jako kierownik robót budowy mostu drewniano-stalowego przez rzekę Wisłę w Świdrach Małych, oraz inne obiekty mostowe na terenie woj. warszawskiego. 

## Praca zawodowa po 1945 r.
Po wojnie w latach 1945–46 pracował jako naczelnik Wydziału Kierownictwa Robót w Biurze Odbudowy Portów w Gdańsku. Od 1951 r. główny kierownik robót w przedsiębiorstwie Hojgaard & Schulz przy odbudowie zniszczonych falochronów. Po zlikwidowaniu działalności firmy duńskiej kontynuował kierownictwo robót z ramienia Państwowego Przedsiębiorstwa Budowlanego „Hydrotrest”. Od 1951 r. pracował w Biurze Projektowym Budownictwa Komunalnego w Gdańsku. Od 1957 r. pracował w Instytucie Morskim przy opracowaniu planu perspektyw rozwoju i rozbudowy portów morskich. Od 1959 r. kierownik stacji naukowo-badawczej w Gdańsku, samodzielny pracownik przy organizacji wielkich morskich robót hydrotechnicznych m.in. przy projekcie odwodnienia suchego doku w Gdyni. W tym okresie był członkiem Sekcji Budowlanej Morskiego Komitetu Inżynierii i Gospodarki Wodnej PAN i działał w Polskim Towarzystwie Ekspertów Budowlanych, brał udział w pracach Społecznego Komitetu Budowlanego dla Budowy Bulwaru Szwedzkiego w Gdyni.
Za działalność fachową odznaczony 2-krotnie przed i po wojnie (w tym 1946) Złotym Krzyżem Zasługi.
Pochowany na cmentarzu w Sopocie.

## Artykuły i publikacje
- Fragmenty z organizacji robót przy budowie portu – Przegląd Budowlany,
- Podstawowe problemy perspektywicznego rozwoju portów morskich – cykl artykułów
- Problemy rozwoju zespołu portowego Szczecin–Świnoujście
- Problemy perspektywicznego rozwoju zespołu portowego Gdynia–Gdańsk – „Technika i Gospodarka Morska” (1958),
- Osiągnięcia Biura Projektów Bud. Morskiego w zakresie budownictwa hydrotechnicznego, j.w. (1959)
- Koncepcje rozwiązań techn. oraz organizacji robót w początkowym okresie budowy portu w Gdyni j.w. (1962),